# Cuautilulco Ejido
Cuautilulco Ejido är en ort i Mexiko.   Den ligger i kommunen Zacatlán och delstaten Puebla, i den sydöstra delen av landet, 140 km öster om huvudstaden Mexico City. Cuautilulco Ejido ligger 2 052 meter över havet och antalet invånare är 403.
Terrängen runt Cuautilulco Ejido är kuperad åt nordväst, men åt sydost är den bergig. Terrängen runt Cuautilulco Ejido sluttar österut. Runt Cuautilulco Ejido är det ganska tätbefolkat, med 160 invånare per kvadratkilometer. Närmaste större samhälle är Zacatlán, 2,9 km sydväst om Cuautilulco Ejido. I omgivningarna runt Cuautilulco Ejido växer i huvudsak blandskog.